# Сельское поселение «Нижне-Калгуканское»
Се́льское поселе́ние «Нижне-Калгуканское» — муниципальное образование в Калганском районе Забайкальского края Российской Федерации.
Административный центр — село Нижний Калгукан.

## История
Статус и границы сельского поселения установлены Законом Читинской области от 19 мая 2004 года «Об установлении границ, наименований вновь образованных муниципальных образований и наделении их статусом сельского, городского поселения в Читинской области».
Закон Забайкальского края от 25 декабря 2013 года № 922-ЗЗК «О преобразовании и создании некоторых населённых пунктов Забайкальского края»:

## Население
| 2010 | 2011 | 2012 | 2013 | 2014 | 2015 | 2016 |
| ---- | ---- | ---- | ---- | ---- | ---- | ---- |
| 749  | ↘747 | ↘726 | ↘711 | ↘691 | ↘671 | ↘647 |
| 2017 | 2018 | 2019 | 2020 | 2021 |      |      |
| ↘615 | ↘598 | ↘594 | ↘569 | ↘408 |      |      |

## Состав сельского поселения
| № | Населённый пункт    | Тип населённого пункта       | Население |
| - | ------------------- | ---------------------------- | --------- |
| 1 | Нижний Калгукан     | село, административный центр | ↘546      |
| 2 | Нижний Калгукан 1-й | село                         |           |